# Basiliscus (rodzaj)
Basiliscus – rodzaj jaszczurek z rodziny hełmogwanowatych (Corytophanidae). Nazywane niekiedy jaszczurkami Jezusa, ponieważ potrafią biegać po powierzchni wody.

## Zasięg występowania
Rodzaj obejmuje gatunki występujące w Meksyku, Ameryce Środkowej i północnej części Ameryki Południowej.

## Charakterystyka
Długość ciała ok. 80 cm, z czego większość stanowi ogon. Bazyliszki są jaszczurkami o długich silnych nogach i szerokich stopach z szeroko rozstawionymi palcami o łuskowatych obwódkach umożliwiającym im bieganie po wodzie i pływanie. Utrzymując się na powierzchni wody dzięki napięciu powierzchniowemu i szerokiemu rozstawieniu palców, bazyliszki odbiegają wystarczająco daleko od napastnika. U samców charakterystyczny grzebień grzbietowy. Nie posiadają zdolności odrzucania ogona. Zamieszkują tropikalne, wilgotne lasy, żerują na ziemi w pobliżu wody. Żywią się bezkręgowcami, małymi gryzoniami, czasem zjadają owoce. Są jaszczurkami
jajorodnymi.

## Systematyka

### Etymologia
- Basiliscus: gr. βασιλισκος basiliskos „królik, książątko”, od zdrobnienia βασιλευς basileus „król”[13].
- Corythaeolus: gr. κορυθαιολος koruthaiolos „z drżącym pióropuszem”, od κορυς korus, κορυθος koruthos „hełm”; αιολλω aiollō „potrząsać tam i z powrotem”[14]. Gatunek typowy: Basiliscus vittatus Wiegmann, 1828.
- Oedicoryphus: gr. οιδος oidos, οιδευς oideus „obrzęk, guz”, od οιδεω oideō „puchnąć”[15]; -κορυφος -koruphos „wypukły”, od κορυφη koruphē „wierzchołek, głowa, szczyt”[16]. Gatunek typowy: Basiliscus vittatus Wiegmann, 1828.
- Thysanodactylus: gr. θυσανος thusanos „frędzel”[17]; δακτυλος daktulos „palec”[18]. Gatunek typowy: Ophryessa bilineata Gray, 1839 (= Lacerta basiliscus Linnaeus, 1758).
- Ptenosaura: gr. πτην ptēn, πτηνος ptēnos „skrzydlaty”, od πετομαι petomai „latać”[19]; σαυρος sauros „jaszczurka”[20]. Gatunek typowy: Ptenosaura seemanni Gray, 1852 (= Basiliscus galeritus Duméril, 1851).
- Lophosaura: gr. λοφος lophos „grzebień, czub”[21]; σαυρος sauros „jaszczurka”[20]. Gatunek typowy: Lophosaura goodridgii Gray, 1852 (= Lacerta basiliscus Linnaeus, 1758).
- Cristasaura: łac. crista „czub, grzebień”[22]; σαυρος sauros „jaszczurka”[20]. Gatunek typowy: Cristasaura mitrella Gray, 1852 (= Basiliscus vittatus Wiegmann, 1828).
- Craneosaura: gr. κρανος kranos, κρανεος kraneos „hełm”[23]; σαυρος sauros „jaszczurka”[20]. Gatunek typowy: Ptenosaura seemanni Gray, 1852 (= Basiliscus galeritus Duméril, 1851).
- Daconura: gr. δρακων drakōn, δρακοντος drakontos „wąż, smok”[24]; ουρα oura „ogon”[25]. Gatunek typowy: Daconura bivittata Hallowell, 1860 (= Basiliscus vittatus Wiegmann, 1828).
- Paraloma: gr. παρα para „blisko, obok”[26]; λωμα lōma, λωματος lōmatos „frędzel, rąbek szaty”[21]. Gatunek typowy: Daconura bivittata Hallowell, 1860 (= Basiliscus vittatus Wiegmann, 1828).
- Dactylocalotes: gr. δακτυλος daktulos „palec”[18]; καλοτης kalotēs „piękno”[27]. Gatunek typowy: Dactylocalotes elisa Werner, 1893 (= Basiliscus vittatus Wiegmann, 1828).

### Podział systematyczny
Do rodzaju należą następujące gatunki:
- Basiliscus basiliscus (Linnaeus, 1758) – bazyliszek zwyczajny
- Basiliscus galeritus Duméril, 1851 – bazyliszek ekwadorski
- Basiliscus plumifrons Cope, 1875 – bazyliszek płatkogłowy
- Basiliscus vittatus Wiegmann, 1828 – bazyliszek pręgowany